# Macropora spinifera
Macropora spinifera är en mossdjursart som först beskrevs av Philipps 1900.  Macropora spinifera ingår i släktet Macropora och familjen Macroporidae. Inga underarter finns listade i Catalogue of Life.